# Regno del Congresso
Il Regno del Congresso fu uno Stato vassallo sotto il controllo dell'Impero russo esistito dal 1814 fino al 1915. Regno del Congresso (in polacco: Królestwo Kongresowe) è un termine non ufficiale usato per definire il Regno di Polonia creato in seguito alla dissoluzione del Ducato di Varsavia al Congresso di Vienna nel 1815, quando gli Stati dell'Europa riorganizzarono il continente dopo la caduta di Napoleone I.
Mentre questo regno perse il suo status di Stato semi-indipendente nel 1831 e fu da allora in poi strettamente legato all'Impero russo, la sua organizzazione amministrativa rimase formalmente distinta nel suo nome da rimanere nell'uso in russo ufficiale, anche se negli ultimi anni di dominazione russa fu spesso rimpiazzata con il termine "Terra della Vistola". Comunque il territorio mantenne alcune distinzioni all'interno dell'impero e continuò a essere chiamato Regno del Congresso finché non cadde il controllo russo, causato dall'avanzata degli eserciti degli Imperi centrali nel 1915 durante la prima guerra mondiale.

## Storia
In origine il regno aveva un'estensione di circa 128.500 km² (contro più di 1 milione di km² della precedente confederazione polacco-lituana) e una popolazione di circa 3,3 milioni nel 1816 (contro i circa 10 milioni di abitanti della Confederazione). La popolazione crebbe fino a 6,1 milioni nel 1870 e a 10 milioni nel 1900. La maggior parte dei polacchi abitanti nell'Impero russo vivevano nel Regno del Congresso, che conteneva anche aree in cui i polacchi rappresentavano la minoranza.
Il Regno del Congresso crebbe in importanza soprattutto grazie agli sforzi di Adam Jerzy Czartoryski, ministro degli affari esteri della Russia e polacco che mirava a fare risorgere lo Stato polacco a mezzo di un'alleanza con la Russia. Formalmente il Regno di Polonia era una delle poche monarchie costituzionali dell'epoca in Europa, con lo zar di Russia come re di Polonia. Il principale problema era che lo zar, che deteneva un potere assoluto in Russia, non accettò limitazioni al suo potere in Polonia; al Regno del Congresso fu tuttavia concessa una delle costituzioni più liberali del XIX secolo in Europa. Il Regno del Congresso ebbe un Parlamento (Sejm), che poteva votare sulle leggi ed era responsabile davanti allo zar. Lo Stato aveva anche un esercito, moneta propria, un codice penale, dei conti pubblici e rimase pertanto separato dal resto dei possedimenti russi. Il governo del Regno era guidato da un proprio primo ministro (il Namestnik del Regno di Polonia), il nobile polacco (poi principe) Józef Zajączek, grande politico e militare, e polacchi furono anche i ministri (benché la stessa costituzione prevedeva la possibilità di nominare dei russi). In realtà, però, tutti gli oppositori dello zar furono severamente perseguiti e la legge veniva applicata secondo il volere degli ufficiali russi. La Polonia, che aveva sempre avuto tradizioni democratiche (libertà dorata) che ponevano come premessa fondamentale la libertà personale, faticò ad accettare l'imposizione del governo autocratico e assoluto dell'Impero russo.
Il Regno del Congresso nella sua forma originale di Stato semi-indipendente, separato dalla Russia tramite istituzioni distinte, ma in unione personale con la Russia attraverso il governo dello zar di Russia, durò solo quindici anni. Inizialmente Alessandro I di Russia fu incoronato come re di Polonia e rispettò la Costituzione che lui stesso aveva voluto. La situazione cambiò tuttavia con il tempo: lo zar garantì al granduca Costantino Pavlovich ampi poteri come governatore militare (pur esistendo un governo polacco indipendente dal granduca). Il suo successore, Nicola I di Russia, rifiutò di giurare sulla costituzione quando nel 1829 accettò di farsi incoronare come re di Polonia, anzi, continuò nell'opera di limitazione delle libertà dei polacchi. Nel 1831 il Parlamento polacco depose lo zar da re di Polonia in risposta ai ripetuti attentati al potere costituzionale spettante al Sejm ma tale passo era esso stesso incostituzionale perché il parlamento pretendeva poteri che non aveva. Lo zar reagì inviando l'esercito russo in Polonia, facendo così scoppiare la cosiddetta rivolta di novembre.
La fine del Regno del Congresso come entità semi-indipendente avvenne con la repressione della rivolta che aveva seguito undici mesi di campagna militare, e da allora lo Stato divenne gradualmente parte integrante dell'Impero russo. Ciò fu formalizzato con l'istituzione dello Statuto Organico dallo zar nel 1832, che abolì la costituzione del 1815 in vigore nel Regno. Di conseguenza l'esercito del Regno e l'assemblea legislativa (Sejm) furono abolite. Nei successivi trent'anni una serie di misure legarono il Regno del Congresso ancora più strettamente alla Russia.

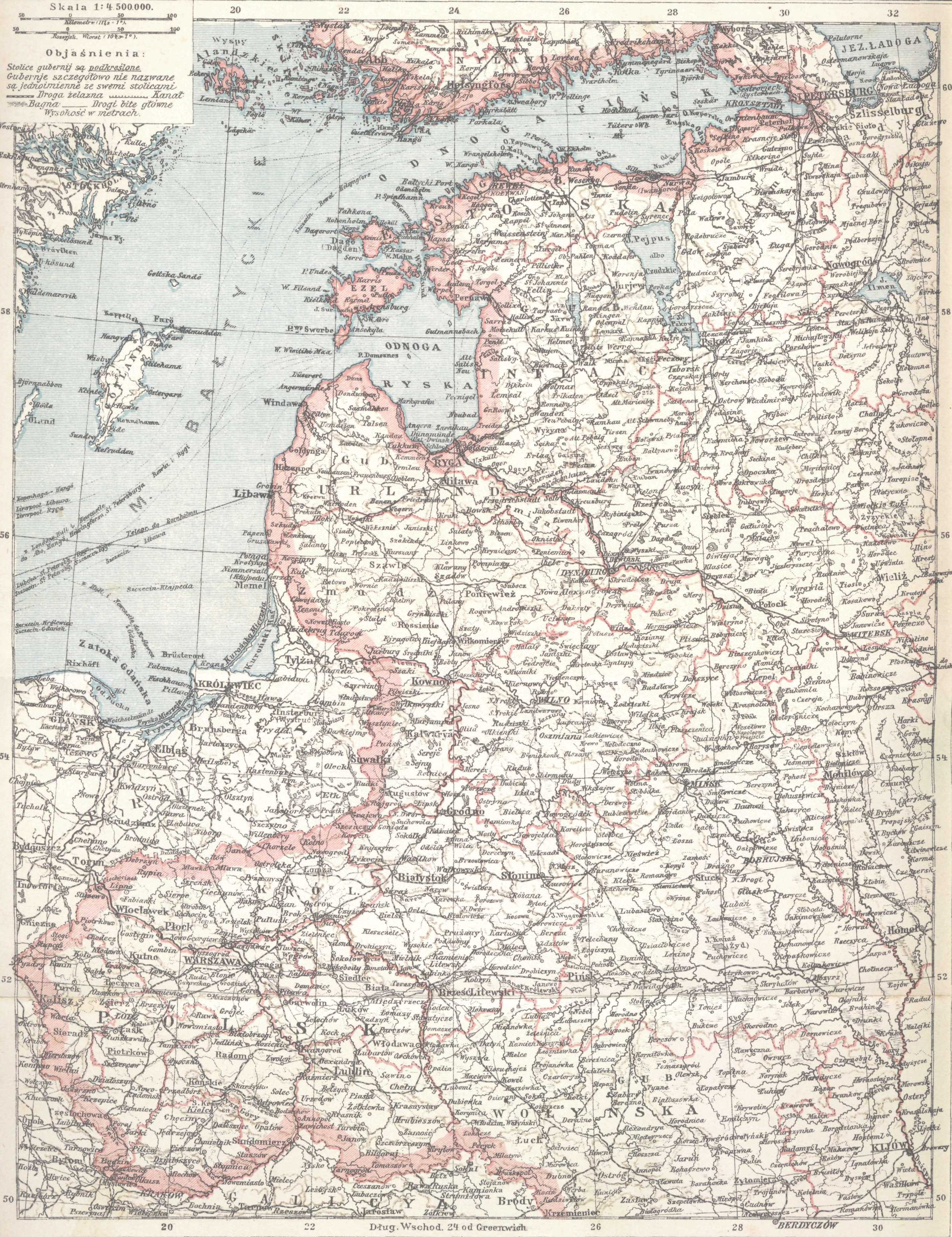
Regno del Congresso nel 1902

Nel 1863 scoppiò l'insurrezione di gennaio, che fu stroncata entro il 1864. Come conseguenza della protesta il Regno del Congresso perse ogni possibilità di rimanere separato dalla Russia: lo Stato fu soppresso come entità politica e fu direttamente incorporato nell'Impero russo - più tardi il nome fu cambiato in "Terra della Vistola" (in russo: Привислинский Край, Privislinskij Kraj).
Negli anni ottanta del XIX secolo la lingua ufficiale del Regno fu cambiata a favore della lingua russa: la lingua polacca fu bandita sia dagli uffici sia dall'istruzione scolastica, e in tal modo finì il processo di distruzione dell'autonomia. Nel 1912, nella parte sud-orientale dello Stato, attorno a Chełm, fu creato l'omonimo governatorato, entità separata dal Regno e fu incorporata alla Russia.
Il Regno del Congresso fu abbandonato dall'esercito imperiale nel 1915, e l'anno seguente gli Imperi centrali occupanti crearono il Regno di Polonia, che comprendeva la maggior parte del territorio del Regno del Congresso. Durante il XIX secolo il termine Regno del Congresso continuò a essere usato in relazione a questi territori, anche se l'entità politica al quale era collegata non esisteva più. Il termine Kongresówka è attualmente utilizzato in Polonia per identificare gli abitanti della Polonia centrale, che alcuni abitanti dell'ex Galizia austriaca considerano sgarbati, ignoranti e barbari.